# Ambilobe
Koordinaten: 13° 12′ S, 49° 3′ O
Ambilobe ist eine Stadt und Verwaltungszentrum des gleichnamigen Kreises Ambilobe, Teil der Region Diana, in der Provinz Antsiranana im Nordwesten Madagaskars. Der Ort liegt an der Nationalstraße 6 zwischen Ambanja und Antsiranana und am Fluss Mahavavy. Nach einer Schätzung aus dem Jahr 2005 hatte die Stadt 14.425 Einwohner.

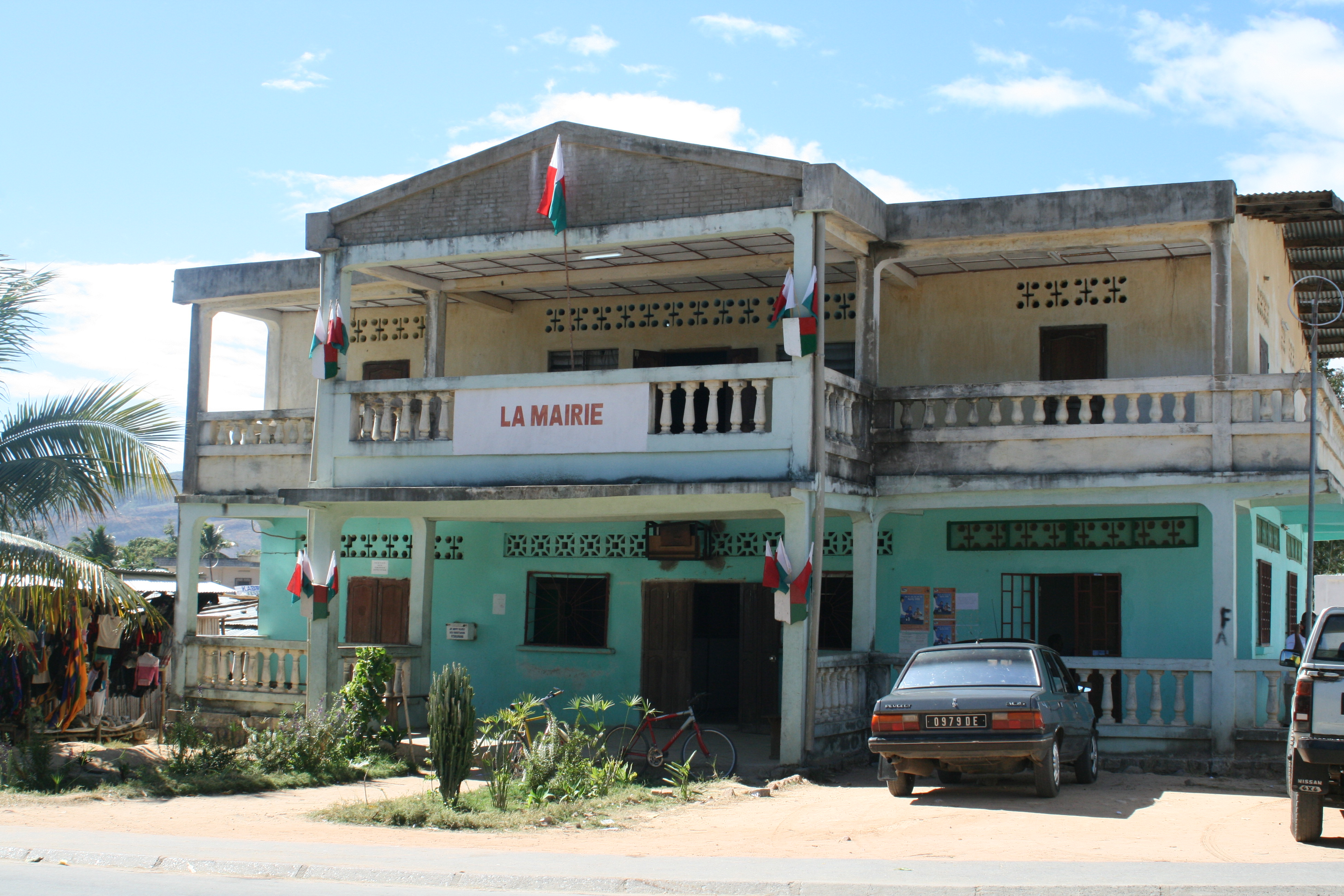
Rathaus von Ambilobe

Landwirtschaft und Nahrungsmittelerzeugung sorgen für 40 % beziehungsweise 35 % der Beschäftigung. Das wichtigste Erntegut ist Zuckerrohr, daneben werden Baumwolle, Reis und Tomaten angebaut. In Industrie und Dienstleistungssektor sind nur 13 % und 2 % der Bevölkerung beschäftigt. Im Fischfang ist jeder Zehnte tätig.
Es gibt Grund- und weiterführende Schulen sowie eine Krankenhausversorgung.
Ambilobe ist ein Zentrum der auf Madagaskar noch epidemisch auftretenden, von Rattenflöhen übertragenen Pest. Besonders farbenprächtige Chamäleons wie das Pantherchamäleon leben in den Urwaldresten.
Albert Zafy, Präsident Madagaskars von 1993 bis 1996, wurde in Ambilobe geboren.
Ambilobe Airport (IATA: AMB, ICAO: FMNE) liegt westlich der Stadt in der Küstenebene.